# Jatiurip
Jatiurip is een bestuurslaag in het regentschap Probolinggo van de provincie Oost-Java, Indonesië. Jatiurip telt 2609 inwoners (volkstelling 2010).